# San Giovanni in Sinis

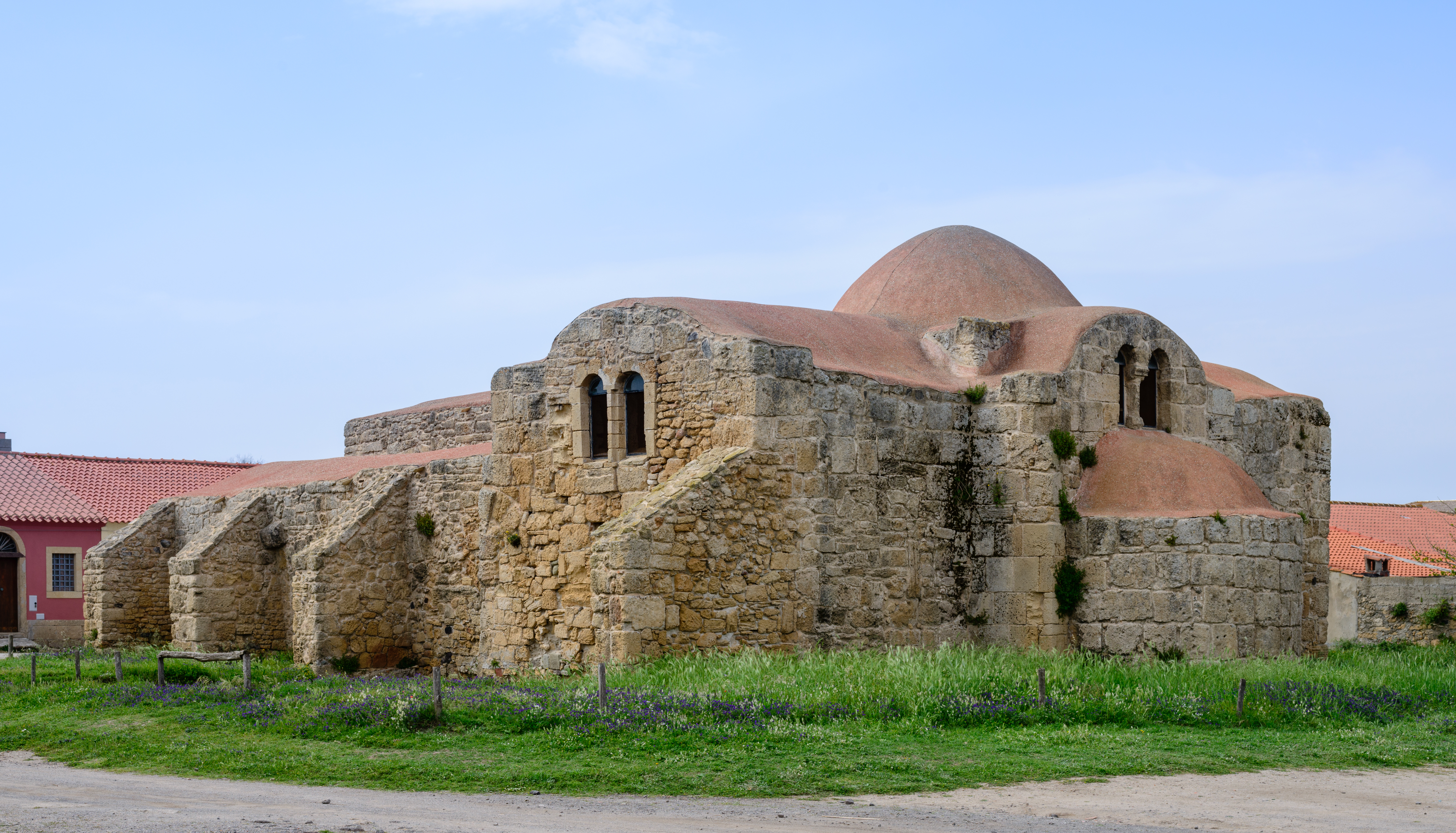
San Giovanni di Sinis

Die Kirche San Giovanni in Sinis liegt bei Cabras auf der Halbinsel Sinis in der Provinz Oristano auf Sardinien, unmittelbar neben der phönizisch-punischen Nekropole der antiken Stadt Tharros. Das Gräberfeld wurde noch in frühchristlicher Zeit benutzt, wie eine Reihe von Artefakten belegen. 

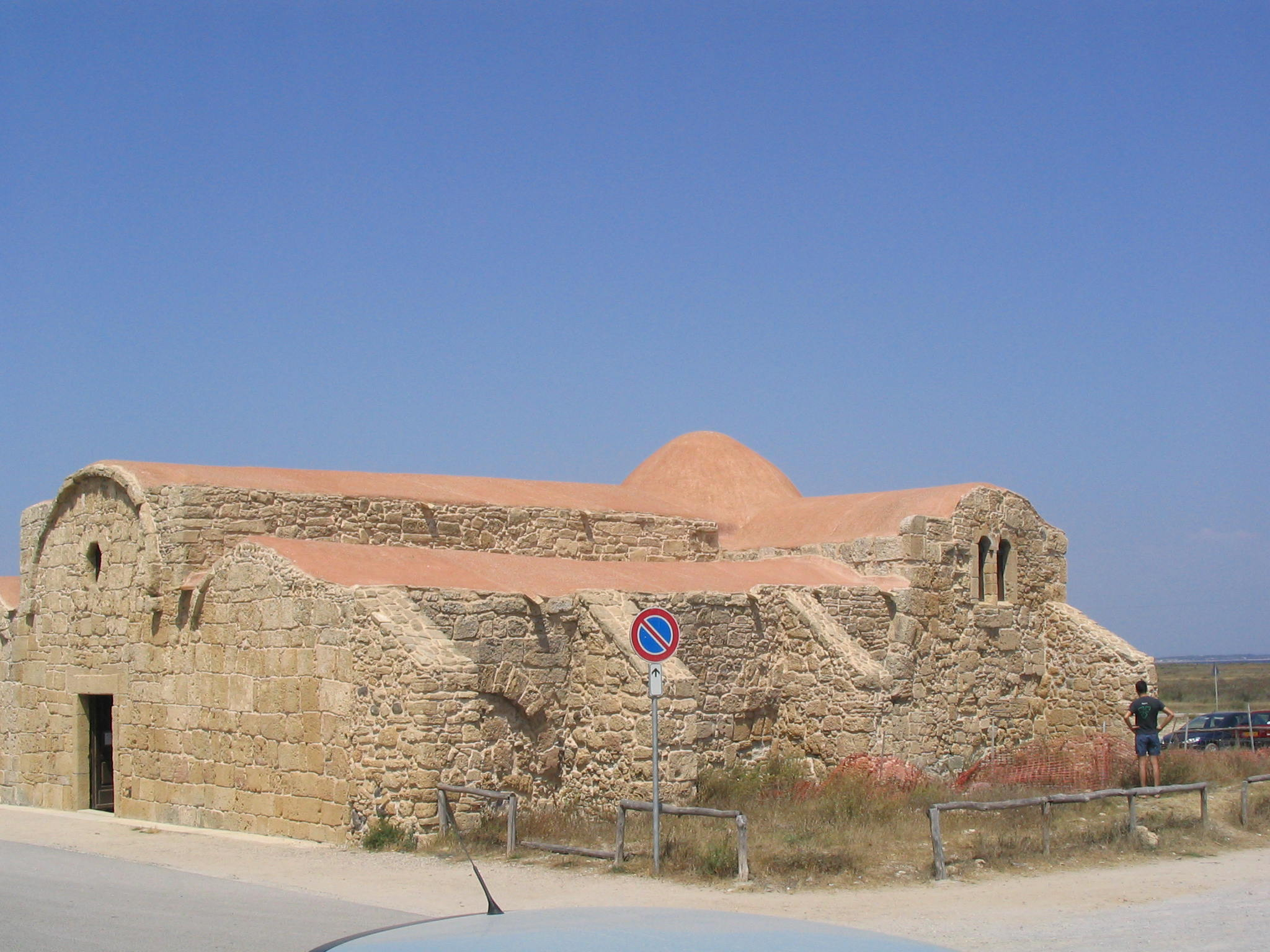
San Giovanni di Sinis

San Giovanni di Sinis ist eine der kirchengeschichtlich interessantesten, weil ältesten byzantinischen Kirchen auf Sardinien. Die heutige dreischiffige Kirche ist das Ergebnis einer späteren Abwandlung einer kreuzförmigen byzantinischen Kirche des 6. oder 7. Jahrhunderts, die in römischer Quaderbauweise errichtet wurde. Sie übte starken Einfluss auf die Kirchenbauten der folgende Epochen aus. Von außen sind die kubischen Elemente mit der zentralen Erhöhung durch eine Kuppel über der Vierung, dem ältesten Teil der Kirche, gut erkennbar. Im Inneren gibt es Kämpfergesimse, durch Archivolten verbundene klobige Pfeiler und Spuren einstiger Tonnengewölbe.

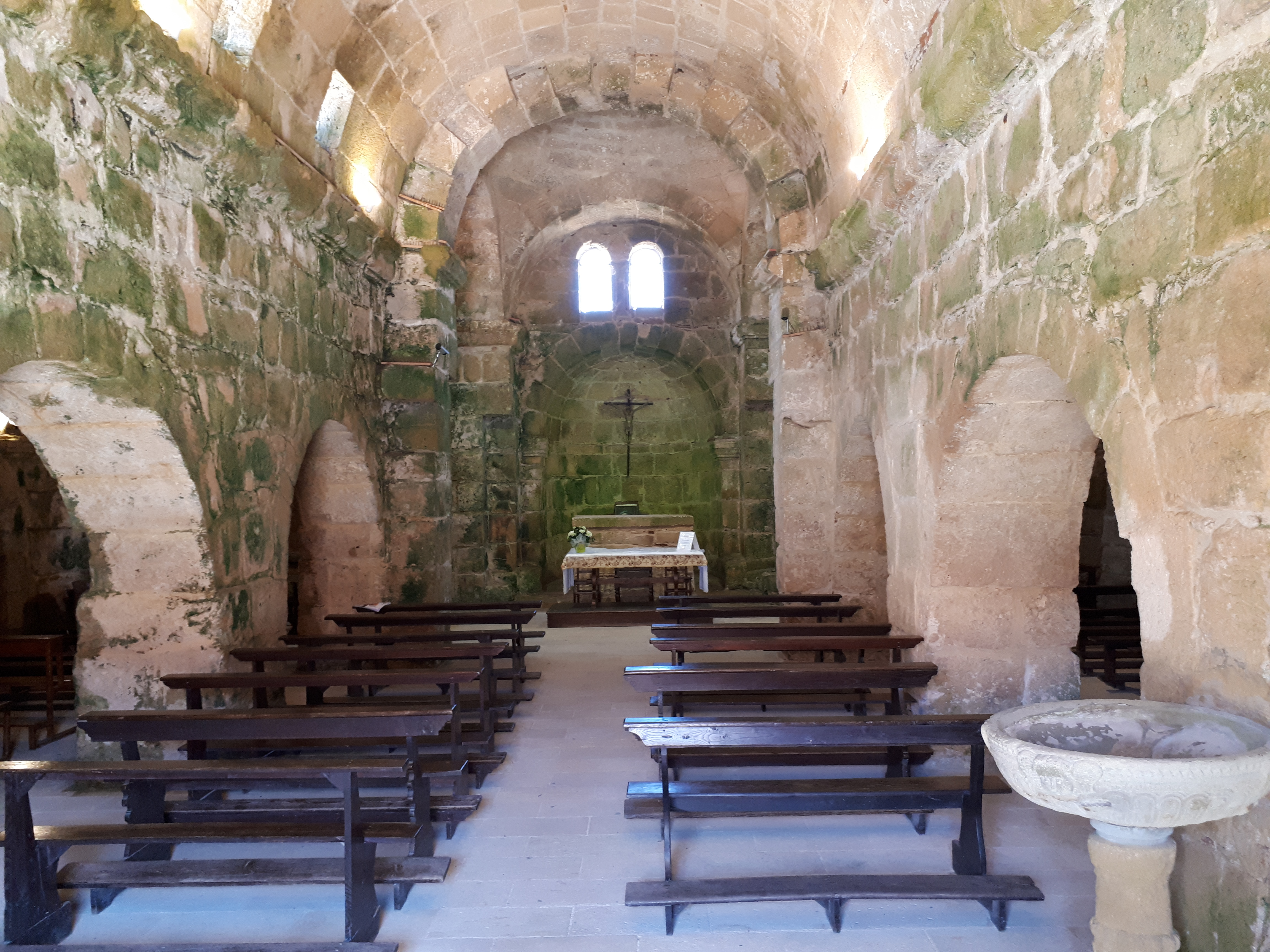